# Gmina związkowa Daaden
Gmina związkowa Daaden (niem. Verbandsgemeinde Daaden) – dawna gmina związkowa w Niemczech, w kraju związkowym Nadrenia-Palatynat, w powiecie Altenkirchen. Siedziba gminy związkowej znajdowała się w miejscowości Daaden.
1 lipca 2014 do gminy związkowej przyłączono miasto Herdorf i nazwę jej zmieniono na Herdorf-Daaden. Tym samym gminę związkową rozwiązano.

## Podział administracyjny
Gmina związkowa zrzeszała dziewięć gmin wiejskich:
1. Daaden
2. Derschen
3. Emmerzhausen
4. Friedewald
5. Mauden
6. Niederdreisbach
7. Nisterberg
8. Schutzbach
9. Weitefeld